# John Pilch
John A. Pilch (11 de julho de 1925 — 14 de junho de 1991) foi um jogador norte-americano de basquete profissional que disputou apenas uma temporada na National Basketball Association (NBA).
Jogou quatro temporadas pelos Cowboys da Universidade de Wyoming, onde obteve médias de 8,5 pontos por jogo. John se tornou o maior rebateador da história daquela universidade, liderando a equipe na pontuação em suas três últimas temporadas.
Foi escolhido pelo Baltimore Bullets na segunda rodada do draft de 1950. Disputou uma temporada pelo Minneapolis Lakers na NBA, com médias de 0,6 ponto e um rebote por jogo.
Em 1999, John foi postumamente introduzido no Hall da Fama do Atletismo da Universidade de Wyoming.